# DR 137 235
Der DR 137 235 war ein Versuchstriebwagen der Deutschen Reichsbahn, der als Vergleichsfahrzeug zu den Triebwagen 137 162 und 163 mit mechanischer Kraftübertragung gebaut wurde und vom mechanischen Teil im Wesentlichen den 137 136 bis 148 entsprach. Das Fahrzeug war nach dem Zweiten Weltkrieg bei der Deutschen Bundesbahn als VT 63 910 bis 1961 eingesetzt. Es ist heute nicht mehr vorhanden.

## Geschichte
Der günstige Preis für Fahrzeuge mit mechanischer Kraftübertragung veranlasste die Deutsche Reichsbahn bei der Dessauer Waggonfabrik einen Triebwagen mit TAG-Getriebe und Sechszylinder-Viertakt-Dieselmotor als Vergleichsvariante zu den beiden hydraulischen 137 162 und 163 zu bestellen. Der Fahrzeuggrundriss entsprach den 137 136 bis 148, nur die Ausführung der Maschinenanlage wurde durch die aufgeladene Form des Motors geändert.
Der Triebwagen wurde Ende 1937 ausgeliefert und Anfang 1938 im RAW Wittenberge abgenommen. Der durch die Motoraufladung auf 280 PS Motorleistung gesteigerte Motor konnte im Betrieb nicht überzeugen, so dass bei ihm die Motoraufladung ausgebaut und er mit 210 PS in der Grundversion weiterbetrieben wurde. Gleichzeitig wurde die Lagerung der Kurbelwelle und die Lagerung der Pleuel auf derselben geändert.
Weitere Einsätze vor und während der Kriegszeit sind nicht bekannt. Die Laufleistung betrug bis 1941 260.000 km.

## VT 63 910
Nach Kriegsende wurde der Triebwagen als betriebsfähig auf dem Gebiet der späteren Bundesrepublik Deutschland gemeldet und im Bahnbetriebswerk München-Pasing verwendet. Nach einer Grundüberholung im Ausbesserungswerk Friedrichshafen wurde er ab 1951 wieder voll betriebsfähig und im Bestand im Bw Nürnberg Hbf gemeldet.
Der Triebwagen war zehn Jahre im Einsatz und wurde 1961 ausgemustert.

## Konstruktive Merkmale
In dem den 137 136 bis 148 gleichenden Wagenkasten waren 16 Sitzplätze der 2. Wagenklasse und 47 der 3. Klasse vorhanden. Außerdem gab es im Fahrgastraum ein Traglastenabteil und ein Gepäckraum mit 4,3 m². Die Sitze waren als Großraumabteil mit Mittelgang ausgebildet und in der 2. Klasse in der Anordnung 1+3, in der 3. Klasse 2+3 ausgeführt. Die Entlüftung besorgten neun Luftsauger auf dem Dach. Das Laufdrehgestell entsprach der Bauart Görlitz und hatte 3.000 mm Achsstand, das Maschinendrehgestell hatte 3.800 mm Achsstand und war eine Eigenkonstruktion aus Dessau.
Ausgerüstet war der Triebwagen mit einem Sechszylinder-Viertakt-Dieselmotor der MAN, dessen Leistung gegenüber der Grundversion von den 137 136 bis 148 auf 280 PS gesteigert werden konnte. Die Kraftübertragung erfolgte über das TAG-Getriebe auf die Antriebsräder des Maschinengestelles. Das Hauptgetriebe war als Viergang-Getriebe ausgebildet, die erreichbaren Geschwindigkeiten in den einzelnen Gängen betrugen 14,6/32/60 und 90 km/h.